# Caso O. J. Simpson

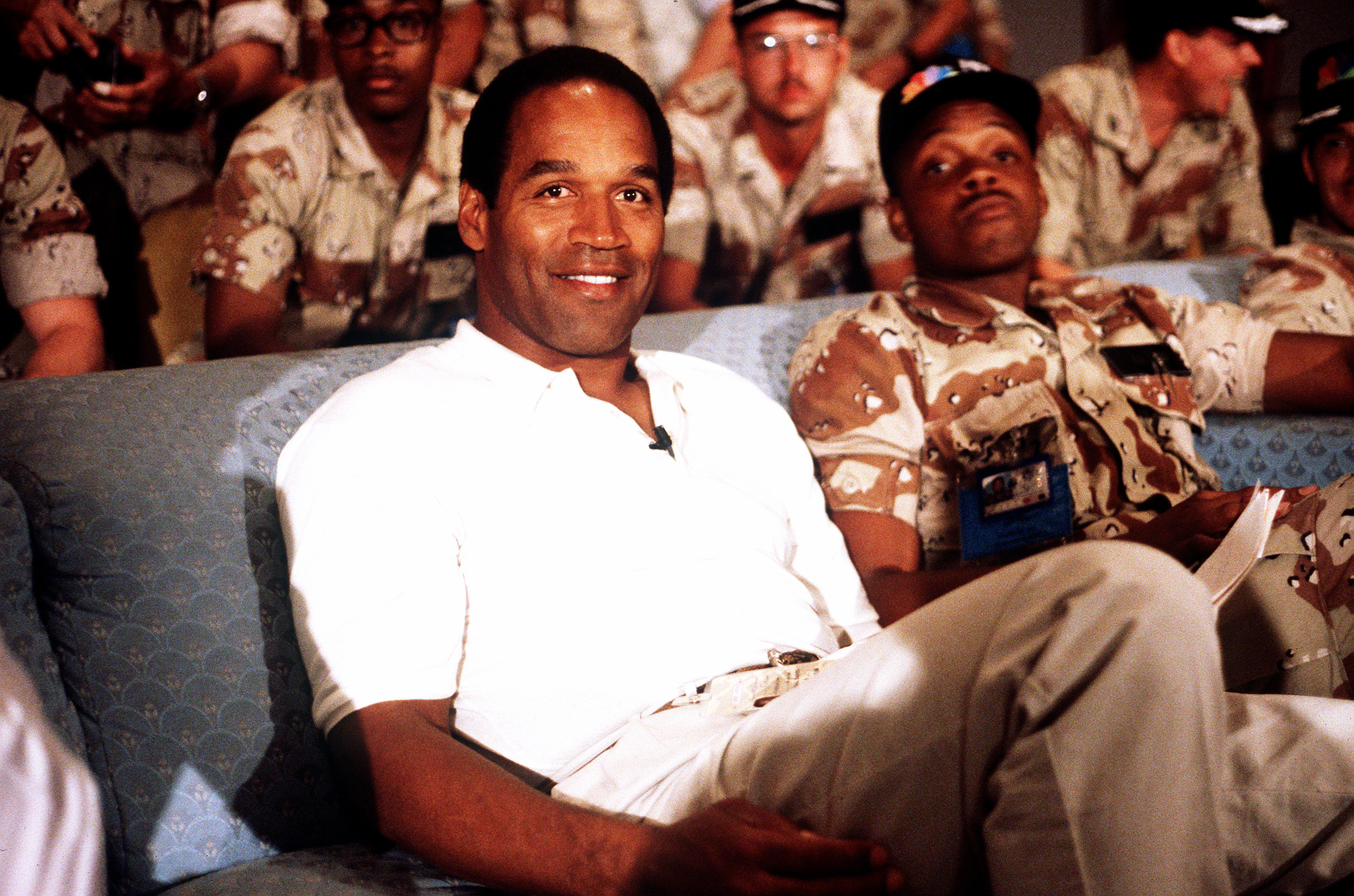
O.J. Simpson nel 1990

Il caso O. J. Simpson è stato un famoso processo penale relativo all'accusa nei confronti di O. J. Simpson, celebre ex giocatore di football americano e attore, dell'omicidio dell'ex moglie Nicole Brown Simpson e del cameriere Ronald Lyle Goldman, avvenuto il 12 giugno 1994.
Ufficialmente noto come People of the State of California v. Orenthal James Simpson, il processo venne condotto presso la Corte Superiore della Contea di Los Angeles.
Al termine della vicenda giudiziaria, descritta come il processo più pubblicizzato nella storia statunitense, il verdetto emesso il 3 ottobre 1995 assolse Simpson dall'accusa. Viene poi giudicato colpevole nella causa civile intentata dalle famiglie delle vittime due anni dopo.

## Storia
O.J. Simpson aveva sposato Nicole Brown il 2 febbraio 1984, cinque anni dopo il ritiro di Simpson dal football americano professionistico. La coppia aveva avuto due figli, Brooke Sydney Simpson (nata il 17 ottobre 1985) e Justin Ryan Simpson (nato il 6 agosto 1988). Il matrimonio era durato sette anni durante i quali, precisamente nel 1989, Simpson era stato accusato di violenze coniugali. La Brown aveva chiesto quindi il divorzio il 25 febbraio 1992, motivandolo con «differenze inconciliabili».
Alle 00:10 del 13 giugno 1994, Nicole Brown Simpson e il venticinquenne Ronald Lyle Goldman furono trovati uccisi di fronte al condominio dove la Brown risiedeva, all'875 di South Bundy Drive, nella zona di Brentwood. Secondo le prime ricostruzioni, Nicole, che era andata a cena con la madre al vicino ristorante Mezzaluna, aveva telefonato al locale per segnalare che la madre aveva dimenticato sul tavolo i suoi occhiali da sole: Ron Goldman, che lavorava nel ristorante come cameriere, si era quindi offerto di riportarglieli.
I cadaveri erano a terra in un lago di sangue: la donna aveva ricevuto 12 coltellate e aveva la testa quasi mozzata, oltre a ferite da difesa sulle mani. La ferita attraverso il collo l'aveva lasciata con la bocca aperta, attraverso la quale si poteva vedere la laringe, anche la vertebra C3 era stata incisa. Sul corpo del giovane vennero rinvenuti i segni di 20 coltellate. Entrambe le vittime erano morte diverse ore prima di essere ritrovate. I due figli di Nicole e O. J. dormivano in casa al momento del crimine e nessun testimone assistette all'omicidio. Le prove trovate e raccolte sulla scena del crimine portarono la polizia a sospettare di Simpson, su cui gravavano precedenti denunce da parte della moglie per maltrattamenti domestici. Henry Chang-Yu Lee fu uno degli investigatori del caso.
Il Los Angeles Police Department cercò subito di contattare Simpson e scoprì che questi aveva preso un aereo diretto da Los Angeles a Chicago alle 23:45. Alla notizia della morte dell'ex moglie, Simpson tornò a Los Angeles nel pomeriggio del 13 giugno, fu ammanettato e portato alla centrale di polizia per essere interrogato, ma fu rilasciato poche ore dopo. Il 14 giugno Simpson assunse come avvocato Robert Shapiro.
In seguito al ritrovamento in giardino di macchie di sangue compatibili con quello di Simpson, i sospetti della polizia continuarono ad aumentare e nella notte tra il 16 e il 17 giugno fu formulata esplicitamente l'accusa di duplice omicidio di primo grado.
Intorno alle 8.30 del 17 giugno, la polizia telefonò a Shapiro, informandolo delle accuse a carico di Simpson e chiedendo che l'accusato si consegnasse spontaneamente entro le 11, termine dopo il quale sarebbe stato considerato un fuggitivo. Shapiro si recò a casa dell'amico Robert Kardashian nella San Fernando Valley, nella California meridionale, dove O. J. Simpson aveva passato la notte, e ricevette una seconda telefonata in cui gli veniva esplicitamente richiesto il luogo in cui il suo assistito si trovava. Shapiro fornì l'informazione alla polizia e giustificò il ritardo con alcune visite mediche a cui Simpson si stava sottoponendo, poiché gli era stata diagnosticata una forte depressione.
Quando la polizia giunse sul posto alle 11, trovò Shapiro, Kardashian e alcuni medici, ma non Simpson, che nel frattempo era scappato dalla porta sul retro insieme all'amico ed ex compagno di squadra Al Cowlings. Shapiro e Kardashian tennero una conferenza stampa annunciando la fuga e ipotizzando che Simpson potesse spingersi fino a tentare il suicidio. Intorno alle 14 il comandante David Gascon della polizia di Los Angeles annunciò pubblicamente che Simpson era ricercato per duplice omicidio.
Nel frattempo la polizia si mise sulle tracce dei due fuggitivi e intercettò la Ford Bronco bianca di Cowlings sull'Autostrada 405, diretta verso la Contea di Orange, dando così inizio a un lento inseguimento sulle autostrade di Los Angeles (poi definito dai media "The Bronco Chase"), ripreso in diretta TV e seguito da circa 75 milioni di telespettatori (la NBC interruppe addirittura la diretta della partita tra Houston Rockets e New York Knicks, di gara 5 delle NBA Finals 1994 e dell'inaugurazione del Campionato mondiale di calcio 1994, per trasmettere l'inseguimento), durante il quale O. J., che aveva con sé una pistola, minacciò più volte di suicidarsi e che terminò quando lo stesso Simpson decise di tornare a casa sua, dove arrivò alle 19:45. Cowlings scese dall'auto, mentre Simpson rimase ancora in macchina per circa un'ora, minacciando di uccidersi, finché si arrese e fu arrestato.

## Processo
Il processo cominciò con il giuramento dei membri della corte il 9 novembre del 1994 e con la prima udienza il 24 gennaio 1995. La giuria di dodici persone, dopo alcuni cambiamenti rispetto alla prima formazione, fu costituita da sette afroamericani, quattro caucasici e un ispanico.

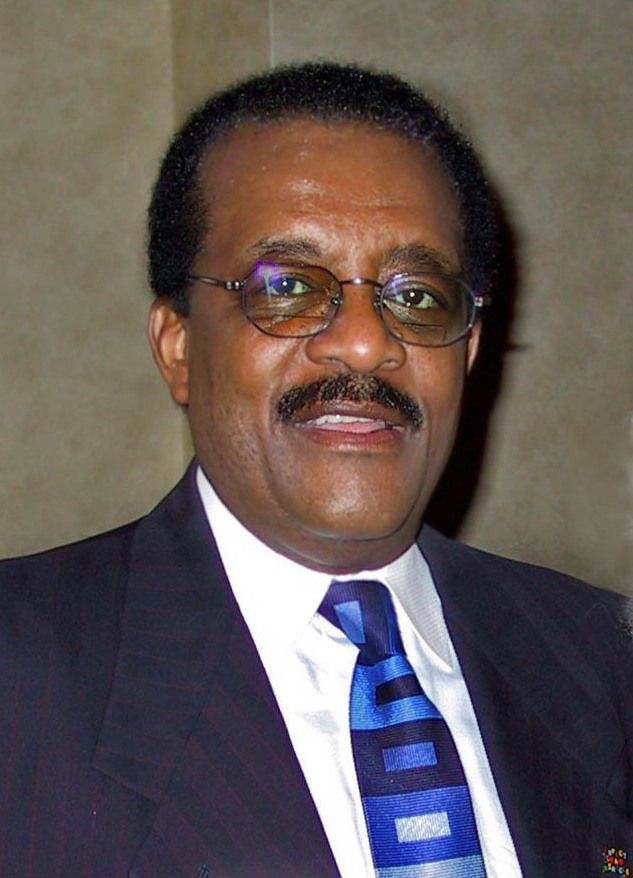
Johnnie Cochran nel 2001

L'accusa fu rappresentata da Marcia Clark e dal giovane Christopher Darden. Simpson affidò invece la sua difesa a una squadra di legali di altissimo prestigio (per questo ribattezzata dream team), guidata da Johnnie Cochran e che includeva anche Robert Shapiro, F. Lee Bailey, Alan Dershowitz, Robert Kardashian (già amico personale di Simpson), Gerald Uelmen, John Yahoe, e Carl E. Douglas, più due avvocati specializzati in prova del DNA: Barry Scheck e Peter Neufeld. Il giudice era Lance A. Ito.
La strategia dell'accusa puntava prevalentemente a dimostrare il carattere violento di Simpson, facendolo apparire come un cattivo padre e marito, viste le passate denunce della moglie Nicole per maltrattamenti e mai rassegnatosi alla separazione. Il movente, secondo l'accusa, sarebbe stato quindi la gelosia.

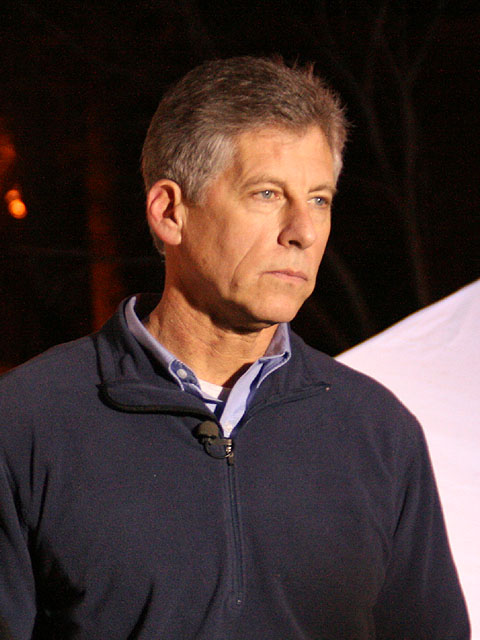
Mark Fuhrman nel 2008

La difesa puntava invece a sfatare la credibilità delle prove raccolte a carico dell'imputato, ma soprattutto introdusse un elemento che via via sarebbe diventato il filo conduttore dell'intera linea difensiva: la discriminazione razziale. Simpson era ricco e famoso, ma, soprattutto, nero, e per questo i poliziotti coinvolti, prevalentemente bianchi, secondo la difesa l'avrebbero voluto incastrare. Bianco era, in particolare, l'investigatore che trovò i guanti insanguinati, Mark Fuhrman, il quale si era reso colpevole in passato di insulti e discriminazioni razziali. La difesa trovò dei nastri registrati nei quali Fuhrman si scagliava verbalmente contro i neri con epiteti piuttosto pesanti e dichiarava che quando c'è la certezza della colpevolezza «...in qualche modo le prove saltano fuori». Dopo la diffusione dei nastri, il detective Fuhrman fu richiamato sul banco dei testimoni dalla difesa ma si avvalse della facoltà di non rispondere per tutte le domande che gli furono poste, tra cui quella se avesse piazzato o manomesso prove sulla scena del crimine. Così una delle prove cardine dell'accusa, i guanti insanguinati, perse molta credibilità dopo che gli avvocati di Simpson insinuarono il sospetto che Fuhrman li avesse messi deliberatamente sulla scena del crimine.
Un altro colpo alla tesi dell'accusa arrivò quando l'inesperto procuratore Darden decise di far provare a Simpson i suddetti guanti, contro il parere dei suoi superiori e della collega Clark, che ritenevano che si potessero essere ristretti a causa del sangue e dell'umidità. I guanti si rivelarono troppo stretti per le mani di Simpson. Divenne celebre, al riguardo, la frase dell'avvocato Cochran «if it doesn't fit, you must acquit» (se non calzano, dovete assolverlo). Tra l'altro, nel 2014, Alan Dershowitz rivelò che, in base alla legge della California, l'accusa avrebbe potuto chiedere al giudice di far indossare i guanti a Simpson "a porte chiuse", senza cioè la presenza della giuria, decidendo poi, in base all'esito della prova, se farglieli provare anche durante il processo.
Quanto al sangue rinvenuto nell'auto e sotto le unghie delle vittime, la difesa riuscì a dimostrare che il test del DNA non era stato effettuato attenendosi scrupolosamente alla procedura raccomandata dai manuali, sicché c'era la "remota possibilità" che esso fosse stato alterato e/o manipolato. Il 26 e 27 settembre l'accusa pronunciò l'arringa conclusiva, mentre il 27 e 28 fu la volta della difesa.

### Verdetto
La celebrità di Simpson e il lungo processo televisivo attirarono l'attenzione nazionale sul cosiddetto "processo del secolo". Entro la fine del processo penale, dei sondaggi nazionali hanno mostrato forti differenze nella valutazione della colpevolezza o dell'innocenza di Simpson tra statunitensi bianchi e neri.
Il 3 ottobre 1995, dopo 253 giorni di processo, la giuria emise il verdetto in meno di quattro ore, sentenziando l'innocenza di O.J. Simpson.
Gli analisti e l'opinione pubblica rimasero sconcertati dalla velocità con cui i giurati raggiunsero l'unanimità, anche perché era ritenuta possibile una durata di diversi giorni della camera di consiglio. La difesa era riuscita, quindi, a offrire alla giuria la possibilità di dichiarare che "tecnicamente" non esistevano elementi per condannare Simpson «...oltre ogni ragionevole dubbio».
Lo stesso Alan Dershowitz ha dichiarato in proposito «...non siamo stati noi a vincere. Sono loro [l'accusa] che hanno perso, commettendo i peggiori errori possibili».

### Presunta confessione di Glen Edward Rogers
Il serial killer Glen Edward Rogers, detenuto nel braccio della morte, nel 2012 avrebbe confessato al fratello Clay e a un criminologo di essere il vero autore del duplice omicidio, affermando quindi l'innocenza di O.J. Simpson, come stabilito all'epoca dal processo. La rivelazione fa parte di un documentario su Rogers, My Brother the Serial Killer, in cui l'uomo confessa molti altri delitti, oltre a quelli per cui è stato condannato. Rogers però ha detto di aver agito per rubare dei gioielli su incarico di Simpson stesso, che gli diede l'incarico da portare a termine ad ogni costo (anche secondo le sue parole "uccidendo quella stronza"), senza però ordinare esplicitamente e premeditatamente l'omicidio. Le dichiarazioni di Rogers non hanno avuto seguito legale.

## Processo civile
In seguito, entrambe le famiglie Brown e Goldman hanno citato in giudizio Simpson per danni in un processo civile per wrongful death. Il 18 settembre 1996 iniziarono così le udienze, con una giuria prevalentemente caucasica, che occupava 8 seggi su 12. Il 26 novembre, dopo tre giorni di deposizione, l'alibi dell'imputato vacillava. Un mese dopo la giuria si riunì in camera di consiglio. Il 31 gennaio viene rimossa l'unica giurata afroamericana tra i dodici, sostituita da un asiatico.
Il 4 febbraio 1997 la giuria emise all'unanimità il verdetto ribaltando quello penale e giudicando Simpson responsabile dei due omicidi e assegnando alle loro famiglie un risarcimento di 8,5 milioni di dollari (per un totale di 17 milioni di dollari). La giuria impose a Simpson anche il pagamento di altri 25 milioni di dollari quale risarcimento danni punitivi (punitive damages) alle due famiglie delle vittime, per un totale di 67 milioni di dollari.
In forza di questa condanna, nell'agosto del 2007 i diritti del suo libro If I Did It - l'ipotetico racconto in prima persona di come avrebbe commesso il duplice omicidio - furono assegnati alla famiglia Goldman, insieme a tutti i diritti pubblicitari e di sfruttamento della sua immagine legati al libro. Nel settembre 2007 i Goldman cambiarono il titolo al libro in If I Did It: Confessions of the Killer e lo ripubblicarono, facendone un bestseller nel giro di qualche giorno.
Il 21 febbraio 2008 un tribunale di Los Angeles confermò il rinnovo della sentenza civile contro di lui.
Per comprendere come mai il processo penale e quello civile portarono a due diversi risultati, è anche necessario ricordare che nell'ambito di un processo penale la colpevolezza dell'imputato va dimostrata "oltre ogni ragionevole dubbio", mentre nel processo civile vige il principio del "più probabile che non", essendo pertanto sufficiente dimostrare che un fatto sia avvenuto "più probabilmente" in un modo "rispetto che" in un altro.

## Sviluppi successivi
Nel 2016 un ex poliziotto di Los Angeles, al momento in pensione, consegnò alla polizia un coltello da caccia a serramanico, che era stato ritrovato nel 1998 da un operaio durante la demolizione della vecchia casa di O. J. Simpson, sepolto nel giardino dell'edificio, e che sarebbe potuta essere l'arma del delitto, mai ritrovata. I test eseguiti sull'arma esclusero però collegamenti tra il coltello e il delitto.